# Easy (Enzo Avitabile)
Easy è un album di Enzo Avitabile, pubblicato nel 1994.

## Tracce
1. Dies irae – 5:27
2. Se mai – 4:17
3. 'A livella – 4:39
4. Easy – 4:08
5. Ti ricordi Joe – 4:48
6. Leave Me or Love Me (con Randy Crawford) – 5:05
7. Black tarantella – 4:21
8. Luce di luna – 5:04
9. Pura – 4:00
10. Dies irae (reprise) instrumental – 2:24